# Live at Vallhall - Homecoming
Live at Vallhall - Homecoming est le premier DVD live du groupe norvégien a-ha, enregistré le 24 mars 2001 au stade de Football Vallhall d'Oslo. Il est sorti en France en 2002.

## Titres du DVD
| No  | Titre                             | Durée |
| --- | --------------------------------- | ----- |
| 1.  | Minor Earth major sky             |       |
| 2.  | The sun never shone that day      |       |
| 3.  | Little black heart                |       |
| 4.  | I've been losing you              |       |
| 5.  | Manhattan Skyline                 |       |
| 6.  | Thought it was you                |       |
| 7.  | I wish I cared                    |       |
| 8.  | Cry wolf                          |       |
| 9.  | Mary Ellen makes the moment count |       |
| 10. | Stay on these roads               |       |
| 11. | Early morning                     |       |
| 12. | You'll never get over me          |       |
| 13. | Velvet                            |       |
| 14. | The sun always shines on TV       |       |
| 15. | The living daylights              |       |
| 16. | Hunting high and low              |       |
| 17. | Summer moved on                   |       |
| 18. | Crying in the rain                |       |
| 19. | Take on me                        |       |
| 20. | Early morning (Bonus, acoustic)   |       |
| 21. | Summer moved on (Bonus, acoustic) |       |

## Contenu du DVD
- Concert au Vallhall (102 min)
- Concert bonus : Early Morning (Grimstead Version) et Summer Moved On (8 min)
- Clips de Summer moved on, Minor Earth major sky, Velvet et I wish I cared
- 'The Seven Year Itch' Les 7 années solo (44 min)
- Backstage avec a-ha (6 min)
- 'After party Vallhall' (5 min)
- Biographie textuelle du groupe